# Liste der Kulturdenkmale in Pforzheim-Huchenfeld

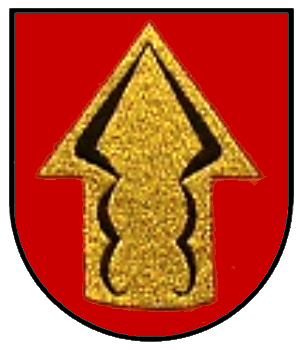
Wappen von Huchenfeld

In der Liste der Kulturdenkmale in Pforzheim-Huchenfeld werden alle unbeweglichen Bau- und Kunstdenkmale in Huchenfeld aufgelistet, die in der städtischen „Liste der Kulturdenkmale“ geführt sind.

## Liste
| Bild | Bezeichnung                     | Lage                                          | Datierung           | Beschreibung              | ID |
| ---- | ------------------------------- | --------------------------------------------- | ------------------- | ------------------------- | -- |
|      | Wegkreuz                        | Alte Huchenfelder Straße (Flst.-Nr. 3187)     | 1919                | Geschützt nach § 2 DSchG  |    |
|      | Wegkreuz                        | Alte Huchenfelder Straße (Flst.-Nr. 3187)     | 16./17. Jahrhundert | Geschützt nach § 2 DSchG  |    |
|      | Wohnhaus                        | Alter Turnplatz 4 (Flst.-Nr. 188/2)           | 1903                | Geschützt nach § 2 DSchG  |    |
|      | Gefallenen-Ehrenmal             | An der Kirche (Flst.-Nr. 1787)                | 1880                | Geschützt nach § 2 DSchG  |    |
|      | Gefallenen-Ehrenmal             | An der Kirche (Flst.-Nr. 1787)                | 1922                | Geschützt nach § 2 DSchG  |    |
|      | Evangelische Pfarrkirche        | An der Kirche 5 (Flst.-Nr. 39)                | 1506                | Geschützt nach § 28 DSchG |    |
|      | Bechtbrunnen                    | Bechtbrunnenstraße (Flst.-Nr. 3563)           | vor 1500            | Geschützt nach § 2 DSchG  |    |
|      | Forsthaus mit Schuppen          | Hellerichstraße 63 (Flst.-Nr. 3190/8)         | 1932                | Geschützt nach § 2 DSchG  |    |
|      | Ehemaliges Forsthaus mit Remise | Huchenfelder Hauptstraße 165 (Flst.-Nr. 3)    | 1801                | Geschützt nach § 28 DSchG |    |
|      | Altes Schulhaus                 | Huchenfelder Hauptstraße 169 (Flst.-Nr. 3501) | 1801                | Geschützt nach § 2 DSchG  |    |
|      | Haus der Vereine                | Huchenfelder Hauptstraße 171 (Flst.-Nr. 3501) | 1913                | Geschützt nach § 2 DSchG  |    |
|      | Jettenbrunnen                   | Würmer Straße (Flst.-Nr. 3162)                | 18. Jahrhundert     | Geschützt nach § 2 DSchG  |    |